# 泰勒河 (科罗拉多州)
泰勒河（英語：Taylor River）源头位于科罗拉多州的埃尔克山城堡峰附近，流经甘尼森县的东北部，靠近大陆分水岭
。在阿尔蒙特，泰勒河与东河汇合形成甘尼森河，全长48.2英里（77.6）。
大部分河段位于甘尼森国家森林中,是一个受欢迎的钓鱼和漂流目的地。